# Cytheropteron tumulosimile
Cytheropteron tumulosimile är en kräftdjursart som beskrevs av Kontrovitz 1976. Cytheropteron tumulosimile ingår i släktet Cytheropteron och familjen Cytheruridae. Inga underarter finns listade i Catalogue of Life.